# Massimiliano Leopoldo di Brunswick-Wolfenbüttel
Massimiliano Giulio Leopoldo di Brunswick-Wolfenbüttel (Wolfenbüttel, 11 ottobre 1752 – Francoforte sull'Oder, 27 aprile 1785) è stato un generale prussiano, principe di Brunswick-Wolfenbüttel e duca (nominale) di Brunswick-Lüneburg.
Era il tredicesimo ed ultimo figlio di Carlo I di Brunswick-Wolfenbüttel e di Filippina Carlotta di Prussia, quarta figlia del re Federico Guglielmo I di Prussia.
È ricordato principalmente per le circostanze della sua morte. Durante la grande piena dell'Oder nel 1785, insistette per attraversare il fiume in barca, nonostante fosse stato avvertito del pericolo, allo scopo di raggiungere le sue truppe acquartierate sull'altra sponda. Tuttavia la barca si capovolse sotto l'impeto delle onde e il principe morì annegato. Subito si diffuse la leggenda che egli stesse in realtà tentando di portare soccorso a delle persone in difficoltà, e vari poeti in tutta Europa (tra cui Carlo Bossi ) innalzarono delle odi a quella che si riteneva essere stata una morte gloriosa.